# Argonavti
Argonávti (starogrško Ἀργοναῦται, Argonautai) so bili v grški mitologiji skupina junakov, ki so v času pred trojansko vojno na ladji Argo (od tod tudi ime Argo-navti) spremljali Jazona na otok Kolhido, kjer je bilo spravljeno zlato runo. Ladja Argo se je imenovala po njenem graditelju, Argosu.
Argonavti so po Pliniju starejšemu potovali tudi čez območje današnje Slovenije. V begu pred zasledovalci so namreč zapluli v reko Donavo. Pot jih vodila po Savi in Ljubljanici. Tako prečkajo območje Ljubljane (tedaj Emona oz. Æmona) in Vrhnike (tedaj Navport oz. Nauportus). Ladjo nato po suhem prenesejo do Jadranskega morja in nadaljujejo pot v Grčijo.
Na Ljubljanskem barju Jazon premaga zmaja. Zgodba o argonavtih, natančneje o Jazonu in zmaju, velja za eno od legend o nastanku Ljubljane in služi kot morebitna razlaga o zmaju kot simbolu mesta.
Zgodba o Argonavtih je tako navdihnila grb Vrhnike.